# Mario Almada
Pour les articles homonymes, voir Almada (homonymie).
Almada  Otero est un nom espagnol. Le premier nom de famille, en général paternel, est Almada ; le second, en général maternel, souvent omis, est Otero.
 (octobre 2016).
Si vous disposez d'ouvrages ou d'articles de référence ou si vous connaissez des sites web de qualité traitant du thème abordé ici, merci de compléter l'article en donnant les références utiles à sa vérifiabilité et en les liant à la section « Notes et références ».
Mario Almada Otero est un acteur mexicain de films d'action, né à Huatabampo (État de Sonora) le 7 janvier 1922 et mort le 4 octobre 2016 à Cuernavaca (Morelos).
Il jouit d'une grande popularité dans son propre pays. De par le monde, sa carrière durant les 70 dernières années a atteint la sphère hispanophone entière.
Il a incarné fréquemment des rôles de détective rigide, sérieux et aux méthodes expéditives, ou de policier placé dans la situation de justicier du bon droit. Il connut le succès dans les années 1970, alors que Clint Eastwood développait le cynisme de Dirty Harry en Californie.
Le public mexicain commença à se lasser de ce type de cinéma dans les années 1990, ce qui n'a pas fait changer de registre à Mario Almada.

## Biographie
Mario Almada est né à Huatabampo, dans l'État de Sonora. Ses parents se déplacèrent à Ciudad Obregón (Guadalajara) puis à Mexico. Issu d'une famille liée à l'industrie du spectacle, il apparaît déjà dans un film en 1935 Madre Querida, puis il se lança dans un night club dont son père était le propriétaire Cabaret Señorial. Son frère Fernando ayant commencé une carrière d'acteur, Mario s'essaya comme producteur et réalisateur, écrivant ses premiers scripts en 1963. Il a ensuite aussi joué, lui aussi. Sa longue carrière lui vaut d'apparaître dans le livre Guiness des records comme l'acteur vivant ayant participé au plus grand nombre de films.

## Filmographie
Au milieu d'une filmographie hispanophone quasi indénombrable (plus de 300 titres), dont on peut citer :
- 1968 : Tout pour rien (Todo por nada) d'Alberto Mariscal[2] : Mario
- 1969 : Pas de grâce pour le Manchot (El tunco maclovio) d'Alberto Mariscal[3]
- 1969 : Technique pour une vengeance (El sabor de la venganza) d'Alberto Mariscal[4]
- 1970 : Il était une fois Zapata (Emiliano Zapata) de Felipe Cazals[5]
- 1971 : De profundis pour un tueur (Sin salida) de Toni Sbert [6]
- 1972 : Chasseurs de primes (Los dos indomables) d'Alberto Mariscal[7]
- 1973 : En ces années-là (en) (Aquellos años) de Felipe Cazals et Mario Llorca : Mariano Escobedo
- 1974 : L'Île des hommes seuls (es) (La isla de los hombres solos) de René Cardona : Don Miguel
- 1975 : La Vallée sauvage (es) (El valle de los miserables) de René Cardona Jr. : Don Cristobal Zamarripa
- 1977 : Divinas palabras de Juan Ibáñez : Séptimo Miau
- 1978 : Cyclone de René Cardona Jr. : Pitorro
- 1980 : La Rage de tuer de René Cardona Jr. : Pedro
- 1991 : Le Village au-delà de la forêt (es) de Juan Antonio de la Riva
- 2007 : La misma luna de Patricia Riggen : Padrino
- 2010 : El Narco (es) (El infierno) de Luis Estrada : El Texano